# Stasera pago io
Stasera pago io è stato un programma televisivo italiano, condotto da Fiorello per tre edizioni su Rai 1 tra il 2001 e il 2004.

## Il programma
È un varietà incentrato sulla figura dell'eclettico showman Rosario Fiorello che, dopo alcuni insuccessi a Mediaset, sbarca in Rai con un varietà che ha saputo mettere d'accordo critica e pubblico (media di 8 milioni di ascoltatori a serata). Da notare soprattutto la capacità di Fiorello di riuscire ad interagire allegramente con i suoi ospiti, tra i quali anche star internazionali

## Edizioni
| Edizione | Titolo                       | Messa in onda   | Messa in onda    | Rete  | Puntate | Conduzione       | Sede | Studio televisivo      | Direzione d'orchestra | Regia          | Ascolti (media) | Ascolti (media) |
| Edizione | Titolo                       | Messa in onda   | Messa in onda    | Rete  | Puntate | Conduzione       | Sede | Studio televisivo      | Direzione d'orchestra | Regia          | Telespettatori  | Share           |
| Edizione | Titolo                       | Inizio          | Fine             | Rete  | Puntate | Conduzione       | Sede | Studio televisivo      | Direzione d'orchestra | Regia          | Telespettatori  | Share           |
| -------- | ---------------------------- | --------------- | ---------------- | ----- | ------- | ---------------- | ---- | ---------------------- | --------------------- | -------------- | --------------- | --------------- |
| 1ª       | Stasera pago io...           | 13 gennaio 2001 | 10 febbraio 2001 | Rai 1 | 5       | Rosario Fiorello | Roma | Teatro 15 di Cinecittà | Leonardo de Amicis    | Duccio Forzano | 7.771.000       | 33,12%          |
| 2ª       | Stasera pago io...           | 6 aprile 2002   | 11 maggio 2002   | Rai 1 | 6       | Rosario Fiorello | Roma | Teatro 15 di Cinecittà | Leonardo de Amicis    | Duccio Forzano | 8.191.000       | 39,90%          |
| 3ª       | Stasera pago io - Revolution | 3 aprile 2004   | 22 maggio 2004   | Rai 1 | 8       | Rosario Fiorello | Roma | Teatro delle Vittorie  | Enrico Cremonesi      | Duccio Forzano | 7.619.000       | 36,17%          |

### Stasera pago io...(2001)
Lo show è in onda nella prima serata del sabato di Rai 1 nell'inverno 2001, dal 13 gennaio al 24 febbraio. Al fianco di Fiorello ci sono Santino La Macchia, Tommaso Accardo, Andrea Tidona e la modella Kartika Luyet.
Un'orchestra vera e propria composta da 33 elementi è diretta da Leonardo De Amicis, autore anche degli arrangiamenti e il balletto è guidato dalle coreografie di Luca Tommassini.
Momento clou di ogni puntata era l'imitazione di Franco Califano.
Nella sfida del sabato sera lo show di Fiorello si scontrava con C'è posta per te di Maria De Filippi, contro il quale fu vincente in alcune puntate.
| Puntata         | Messa in onda    | Ospiti | Prima parte    | Prima parte | Seconda parte  | Seconda parte | Fonte |
| Puntata         | Messa in onda    | Ospiti | Telespettatori | Share       | Telespettatori | Share         | Fonte |
| --------------- | ---------------- | --- | -------------- | ----------- | -------------- | ------------- | ----- |
| 1               | 13 gennaio 2001  | Giorgio Panariello, Laura Pausini, Naomi Campbell, Lùnapop, Lucio Dalla | 7.125.000      | 0,74%       | 18.500.000     | 0,93%         |       |
| 2               | 20 gennaio 2001  | Pippo Baudo |                |             |                |               |       |
| 3               | 27 gennaio 2001  | Eros Ramazzotti, Antonello Venditti, Riccardo Fogli, Little Tony, Sabrina Ferilli, Francesca Reggiani, Boy George                                                                                 |                |             |                |               |       |
| 4               | 3 febbraio 2001  | Santino La Macchia, Teo Teocoli, Dustin Hoffman, Dionne Warwick, Henri Salvador, Valeria Mazza, Paola & Chiara, Fiorella Mannoia, Amadeus                                                         |                |             |                |               |       |
| 5               | 10 febbraio 2001 | Joan Collins, Bruno Vespa, Franco Califano, Teo Teocoli, Mario Merola, Beppe Fiorello, Max Biaggi, Valeria Marini, Riccardo Cocciante, Mario Tessuto, Michele Zarrillo, Lionel Richie, Bill Wyman |                |             |                |               |       |
| Il meglio di... | 17 febbraio 2001 | Fiorello |                |             |                |               |       |
| Il meglio di... | 24 febbraio 2001 | Fiorello |                |             |                |               |       |

### Stasera pago io…in Euro(2002)
Fiorello, insieme a Tommaso Accardo, Andrea Tidona e Santino La Macchia, con Eva Riccobono, presenta la seconda edizione del suo one-man show in diretta dallo studio 15 di Cinecittà, allestito con le scenografie di Gaetano Castelli, dal 6 aprile al 25 maggio 2002. In studio la grande orchestra diretta dal maestro Leonardo De Amicis e le coreografie di Luca Tommassini, interpretate dal corpo di ballo e dalla prima ballerina Caroline A. Rice. La regia è di Duccio Forzano che torna a guidare il programma dopo averlo diretto nella passata edizione. Al termine dell'edizione, il 25 maggio 2002 va in onda Il meglio di....
Momento clou di ogni puntata era l'imitazione dell'onorevole Ignazio La Russa.
| Puntata | Messa in onda  | Ospiti | Prima parte    | Prima parte | Seconda parte  | Seconda parte | Fonte |
| Puntata | Messa in onda  | Ospiti | Telespettatori | Share       | Telespettatori | Share         | Fonte |
| ------- | -------------- | --- | -------------- | ----------- | -------------- | ------------- | ----- |
| 1       | 6 aprile 2002  | Céline Dion, Gianni Morandi, Jovanotti, Claudio Amendola                                                                                 | 8.152.000      | 32,02%      | 7.092.000      | 43,10%        | [ 3 ] |
| 2       | 13 aprile 2002 | Liza Minnelli, Laetitia Casta, Sergio Castellitto, Leonardo Pieraccioni, Renato Zero, Biagio Antonacci                                   |                |             |                |               |       |
| 3       | 20 aprile 2002 | Rosario Flores, Andrea Bocelli, Gianna Nannini, Articolo 31, Paola Cortellesi, Roy Paci, Lorella Cuccarini, Fabio Volo                   |                |             |                |               |       |
| 4       | 27 aprile 2002 | Zucchero Fornaciari, Daniele Silvestri, Matia Bazar, Patty Pravo, Luciana Littizzetto, Giorgio Tirabassi, Ricky Memphis                  |                |             |                |               |       |
| 5       | 4 maggio 2002  | Joe Cocker, Antonello Venditti, Tiziano Ferro, Moby, Yu Yu, Beppe Fiorello, Mago Forest                                                  |                |             |                |               |       |
| 6       | 11 maggio 2002 | Lenny Kravitz, Ornella Vanoni, Nomadi, Elisa, Paola & Chiara, Gotan Project, Giancarlo Giannini, Amadeus, Fichi d'India, Maurizio Crozza | 9.042.000      | 41,31%      | 5.777.000      | 55,49%        | [ 4 ] |

### Stasera pago io - Revolution(2004)
In onda nella primavera del 2004 e in contemporanea sulle frequenze di Radio 2 con la voce narrante di Marco Baldini.
Lo show di otto puntate si svolge questa volta in diretta dal Teatro delle Vittorie di Roma.
La direzione dell'orchestra viene affidata al maestro Enrico Cremonesi e nel corso di ogni serata viene eseguita una coreografia dal corpo di ballo Momix Pendleton.
Momenti clou di ogni puntata erano le imitazioni del Gobbo di Notre Dame e di Giovanni Mucciaccia.
| Puntata         | Messa in onda  | Ospiti                                                                                 | Prima parte    | Prima parte | Seconda parte  | Seconda parte | Fonte |
| Puntata         | Messa in onda  | Ospiti                                                                                 | Telespettatori | Share       | Telespettatori | Share         | Fonte |
| --------------- | -------------- | -------------------------------------------------------------------------------------- | -------------- | ----------- | -------------- | ------------- | ----- |
| 1               | 3 aprile 2004  | Eros Ramazzotti, Monica Bellucci, Sergio Rubini, Margherita Buy, Anastacia, Amalia Gré | 9.365.000      | 35,64%      | 7.807.000      | 46,47%        | [ 5 ] |
| 2               | 10 aprile 2004 | Tiziano Ferro, Biagio Antonacci, Asia Argento                                          |                |             |                |               |       |
| 3               | 17 aprile 2004 | Fanny Ardant, Giorgia, Sabrina Ferilli, Haiducii                                       |                |             |                |               |       |
| 4               | 24 aprile 2004 | Sylvester Stallone, Paola Cortellesi                                                   | 8.053.000      | 32,17%      | 6.754.000      | 40,89%        | [ 6 ] |
| 5               | 1º maggio 2004 | Juliette Binoche, Michele Placido, Pino Daniele                                        |                |             |                |               |       |
| 6               | 8 maggio 2004  | Lenny Kravitz, Gianni Morandi, Isabella Ferrari, Alessandro Gassmann                   | 8.242.000      | 33,20%      | 6.573.000      | 39,13%        | [ 7 ] |
| 7               | 15 maggio 2004 | Claudio Baglioni, Max Pezzali, Luciana Littizzetto                                     | 8.559.000      | 37,21%      | 6.871.000      | 46,60%        | [ 8 ] |
| 8               | 22 maggio 2004 | John Travolta, Michael Bublé, Pippo Baudo, Valeria Golino                              |                |             |                |               |       |
| Il meglio di... | 29 maggio 2004 | Fiorello                                                                               | 5.343.000      | 24,19%      | 4.901.000      | 32,63%        | [ 9 ] |